# Шеннон, Билл
Билл Шеннон (род. 1970) — американский художник.
Проживает в Бруклине. Шеннон получил степень бакалавра искусств (англ. BFA) в Школе Института искусств Чикаго (School of the Art Institute of Chicago) в Чикаго. Родился с заболеванием «дегенеративные тазобедренные суставы»; он изобрёл способ, чтобы выразить себя через танец и катание на скейте на костылях.

## Выступления (см. ссылки в английской википедии)
Выступления и видеоролики:
- Kaaitheater, Brussels
- Performance Space 122, NYC
- The Kitchen, NYC
- Театр-студия, Сиднейский оперный театр, Австралия
- The Walker Art Center, Minneapolis
- Portland Institute for Contemporary Art, OR
- Central Park Summer Stage, NYC
- Dance City, Newcastle, England
- Contact Theater, Manchester, England
- Museum of Contemporary Art, Chicago
- Arizona State University, Tempe
- The Exit Festival, Cretiel, France
- Amman International Festival of Independent Theater, Amman, Jordan
- The Holland Festival, Amsterdam; Temple Bar, Dublin, Ireland
- URB Festival, Helsinki, FI
- Melbourne Fringe Festival
- Teatro de la Ciudad in Monterrey, Mexico

В 2002 году, в качестве хореографа, он завершил проект по созданию программы Varekai для цирка Cirque du Soleil.
Его визуальные и мультимедийные перформансы были выставлены в музеях современного искусства, галереях и ярмарках:
- ArtDC in Washington, DC (2007)
- Kiasma
- Helsinki Museum of Contemporary Art in Finland (2005)
- Галерея Тейт в Ливерпуле, Великобритания (2003)
- Headlands Center for the Arts in San Francisco (2005).

## Награды
- Dance Magazine's "25 to Watch" in 2001
- John Simon Guggenheim Fellowship (2003)
- Foundation for Contemporary Performance Art Award[2]
- Colbert Award for Excellence: The Downtown Arts Projects Emerging Arts Award
- Pennsylvania Council of the Arts Interdisciplinary Arts Fellowship

## Гранты
- National Endowment for the Arts
- the National Dance Project of the New England Foundation for the Arts
- Jerome Foundation
- New York Foundation for the Arts
- New York State Council for the Arts
- James E. Robison Foundation
- Bossak-Heilbron Charitable Foundation
- The Harkness Foundation for Dance
- Arts International: The Fund for U.S. Artists at International Festivals.

## Конкурсы
- 2000: Mantis Battle (Solo Category) in NYC; placed second in ProAms Florida (Abstract Category)
- 2002: Most Creative Street Dancer by the LA Urban Dance Festival.